# Саукко (подводная лодка)
«Саукко» (фин. Saukko — «выдра») — финская подводная лодка 1930-х годов. Единственная подводная лодка в мире, спроектированная для службы в озере, «Саукко» предназначалась для действий в Ладожском озере.

## История проектирования
В соответствии с Версальским мирным договором, Германии было запрещено иметь подводные лодки, проектирование и производство их на территории Германии должно было быть прекращено. Временно оставшись без заказов после Первой мировой войны, многие немецкие проектировщики и инженеры-конструкторы подводных лодок были вынуждены разрабатывать проектную документацию и обеспечивать её техническую поддержку для флота Финляндии. Первым проектом немецких специалистов стала малая подводная лодка «Саукко». Она была спроектирована и построена для операций на Балтике против советского флота. Вооружённая по проекту торпедным оружием, лодка имела возможность установки морских мин.

## Конструкция
Лодка могла разбираться на две части для перевозки по железной дороге. Кроме того, поскольку по условиям Тартуского мирного договора, водоизмещение любого военного корабля на Ладоге не должно было превышать 100 тонн, её проектное надводное водоизмещение было ограничено 99 т, что сделало её самой маленькой из полноценных подводных лодок своего времени.

## Строительство
Лодка была построена в 1928—1930 годах на верфи Sandvikens Skeppsdocka och Mekaniska Verkstad, а в середине 1930-х годов прошла модернизацию, заключавшуюся прежде всего в замене неудачного дизельного двигателя.

## История службы

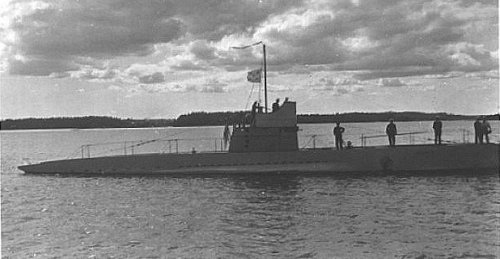
Саукко

Поскольку её реальное водоизмещение, особенно после модернизации, превысило ограничение, на Ладожском озере «Саукко» так и не использовалась и в годы Второй мировой войны несла службу в Финском заливе. В соответствии с условиями Парижского мирного договора, запрещавшего Финляндии иметь на вооружении подводные лодки, она была снята с вооружения в 1947 году и пущена на слом.